# Friedrich Karl Stahl

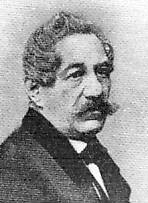
Carl Friedrich Stahl

Friedrich Karl Stahl (eigentlich: Carl Friedrich Stahl (lt. Reg.Ausz.), ursprünglich: Golson-Uhlfelder); (* 23. März 1811 in München; † 19. Mai 1873 in Karthaus-Prüll bei Regensburg) war ein deutscher Psychiater.

## Leben
Friedrich Karl Stahl wurde als Sohn jüdischer Eltern und Enkel Abraham Uhlfelders geboren und konvertierte am 6. März 1824 in München mit seinen Eltern und weiteren sechs Geschwistern zum lutherischen Protestantismus, wobei sein Taufzeuge Friedrich Thiersch war. Bei der Taufe übernahm die ganze Familie den Namen »Stahl« nach dem Vorbild des ältesten bereits 1819 konvertierten Sohnes Friedrich Julius Stahl. 1842 heiratete Carl Friedrich die Katholikin Sabine Kestler, Tochter des Schweinfurter Physikus Matthäus Kestler, und nach deren Tod Dorothea Eisenbeiß.
Stahl studierte ab 1828 Medizin in München, Erlangen, Freiburg und schließlich Würzburg, wo er 1833 promovierte. Danach erhielt er die klinische Assistentenstelle bei Adolph Henke in Erlangen, legte 1836 in Bamberg die Probe-Relation und in München die Staatsprüfung ab. 1837 ließ er sich im unterfränkischen Sulzheim bei Schweinfurt als Arzt nieder, was für seine weitere Laufbahn bestimmend werden sollte, denn der in jener Gegend häufige endemische Kretinismus erregte sein Interesse und er unternahm eingehende Studien über dieses Krankheitsbild. Das Resultat seiner wissenschaftlichen Beobachtungen veröffentlichte Stahl 1843 unter dem Titel Beiträge zur Pathologie des Idiotismus endemicus, was ihm 1844 die Mitgliedschaft in der Deutschen Akademie der Naturforscher Leopoldina einbrachte. Ein von Ludwig II. bewilligtes großzügiges Reisestipendium ermöglichte ihm 1846 die Fortsetzung seiner Forschung außerhalb Bayerns auf Anregung des Anatomen und Physiologen Rudolf Wagner, eines engen Freundes seines Bruders Julius. Er besuchte Wien und Prag und bereiste Württemberg, das Salzburger Land, die Steiermark und die Schweiz. 1848 verarbeitete Stahl seine Beobachtungen in Neue Beiträge zur Physiognomik und pathologischen Anatomie der Idiotia endemica. Seine Hinweise auf einzelne bei Kretinschädeln vorkommende Nahtverwachsungen gaben Rudolf Virchow erste Anregungen zu seiner Lehre von der Entwicklungsgeschichte des Kretinismus und den bei diesem auftretenden Schädeldifformitäten. Eine Fortsetzung dieser Beiträge erschien in der Prager Vierteljahresschrift 1850. Stahl wurde danach Mitglied weiterer wissenschaftlicher Gesellschaften, erhielt den Prix Montyon der Pariser Akademie und wurde 1855 vom russischen Zaren mit dem Sankt-Stanislaus-Orden III. Klasse in Gold ausgezeichnet. Er war Mitglied der Gesellschaft Deutscher Naturforscher und Ärzte.

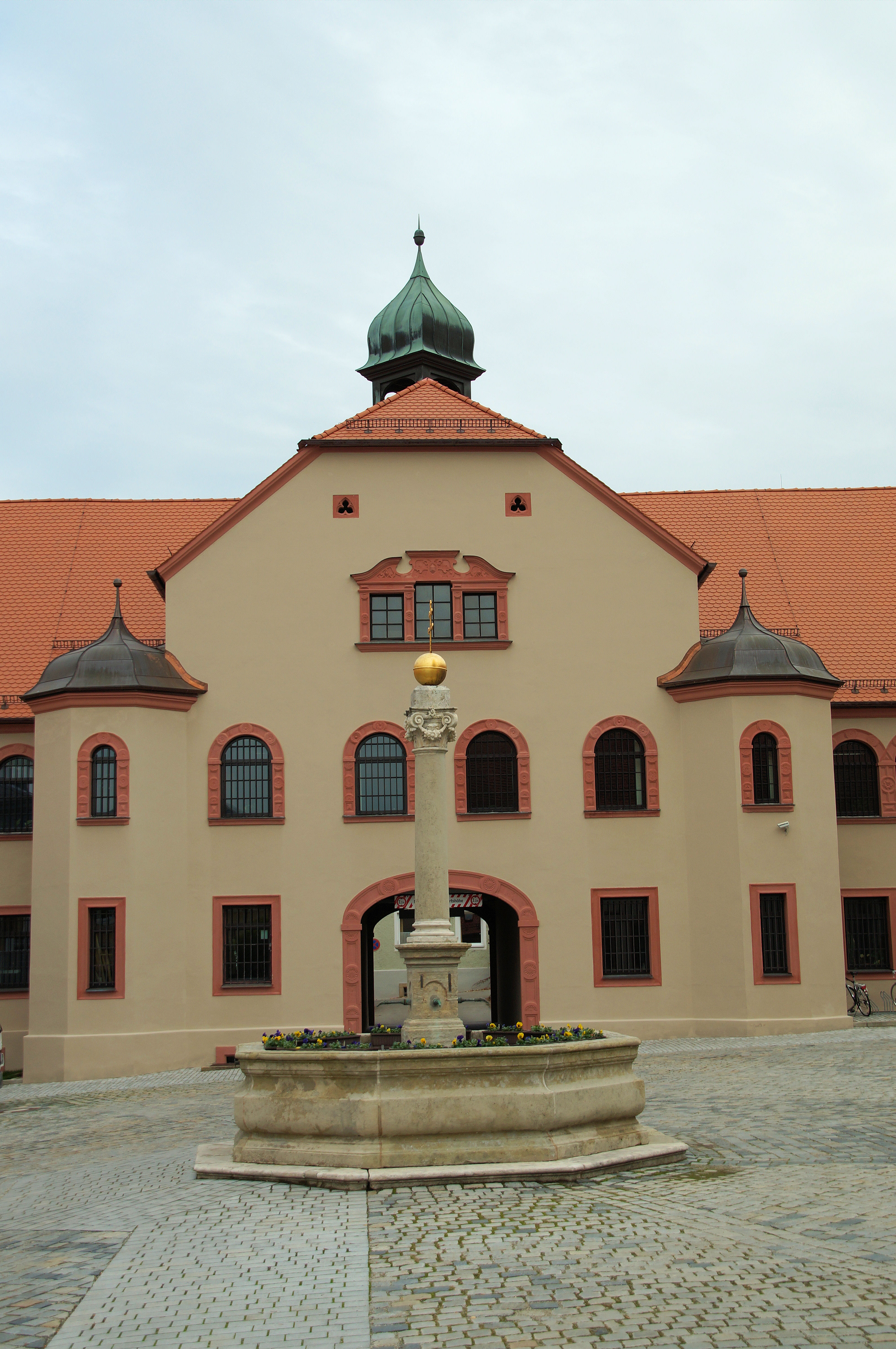
Brunnenhof der Karthause Prüll

1848 war er „Physicats-Verweser“ in Sulzheim geworden und zog nach Auflösung des dortigen Gerichts 1852 nach München. Nachdem er die meisten psychiatrischen Kliniken in Deutschland und Österreich besichtigt hatte, erfolgte 1853 seine Ernennung zum Direktor des „Tollhauses“ St. Georgen in Bayreuth; den Auftrag, die genannte Anstalt in modern psychiatrischem Sinn zu reformieren, erfüllte Stahl in vorbildlicher Weise. Daneben arbeitete er weiter auf dem Gebiet der Schädeldeformitäten. 
1860 wurde er als Nachfolger Kiderles Leiter der oberpfälzischen Bezirksklinik Karthaus-Prüll bei Regensburg; in dieser Stellung wirkte er dreizehn Jahre bis zu seinem Tod.
Stahl galt als hervorragender Psychiater. Ein Teil seiner wissenschaftlichen Arbeiten wurde in der Allgemeinen Zeitschrift für Psychiatrie veröffentlicht. Außerdem beteiligte er sich an den Arbeiten zur Allgemeinen Deutschen Biographie, konnte jedoch bis zu seinem Tod nur vier Artikel über Psychiater für die beiden ersten, 1875 erscheinenden Bände vollenden. Friedrich Karl Stahl starb am 19. Mai 1873 an Zungenkrebs. Bis in seine letzte Leidenszeit war er unermüdlich wissenschaftlich und beruflich tätig. Sein Freund und Kollege Caspar Max Brosius rühmte ihn in einem Nachruf für „vielfache Studien in seinem Fache, in welchen er als Kraniologe unbestritten eine der ersten Stellen einnahm“, und für „sein humanes und segensreiches Wirken als Irren- und Anstaltsarzt volle zwanzig Jahre hindurch“.

## Werke
- Beitrag zur Pathologie des Idiotismus endemicus (Acta der k. k. Leopoldino-Carolinischen Akademie der Naturforscher) Schweinfurt 1843.

- Neue Beiträge zur Physiognomik und pathologischen Anatomie der Idiotia endemica, 1848. 2. Aufl. 1851
- Einige klinische Studien über Schädeldifformitäten.
- Amtlicher Bericht über die Reform der Irrenanstalt St. Georgen bei Bayreuth in den Jahren 1853 u. 1854.
- Zur Lehre über die organischen Anlagen zum Irresein.
- Schädelkonfiguration und Intelligenz. Ein Beitrag zur Kasuistik der Enostosen des Clivus bei Geisteskranken.

ADB-Artikel:
- Amelung, Franz. In: Allgemeine Deutsche Biographie (ADB). Band 1, Duncker & Humblot, Leipzig 1875, S. 394 f.
- Bergmann, Gottlob Heinrich. In: Allgemeine Deutsche Biographie (ADB). Band 2, Duncker & Humblot, Leipzig 1875, S. 392.
- Bird, Friedrich. In: Allgemeine Deutsche Biographie (ADB). Band 2, Duncker & Humblot, Leipzig 1875, S. 657 f.
- Blumröder, Gustav. In: Allgemeine Deutsche Biographie (ADB). Band 2, Duncker & Humblot, Leipzig 1875, S. 755–757.